# Paulo Branco
Paulo Branco (Lisbona, 3 giugno 1950) è un attore e produttore cinematografico portoghese.
In carriera ha prodotto oltre 200 film per molteplici registi, tra i quali Raoul Ruiz, Manoel de Oliveira, Alain Tanner, Michel Piccoli, Daniele Dubroux, Chantal Akerman, Olivier Assayas, Sharunas Bartas, Wim Wenders e Werner Schroeter. Ha fondato e dirige le società di produzione Gemini Film e Alfama Films in Francia e Madragoa Filmes e Clap Filmes in Portogallo.

## Biografia
Paulo Branco da giovane ha dovuto emigrare clandestinamente a Londra nel Regno Unito per sfuggire al regime autoritario del dittatore António de Oliveira Salazar e al servizio militare obbligatorio che avrebbe comportato l'invio nelle colonie. In seguito si è trasferito a Parigi, senza regolarizzare la propria situazione. Nella capitale francese è finito sotto l'influenza di Frédéric Mitterrand con il quale, nel 1974, ha cominciato a lavorare nel mondo del cinema. Inizialmente è stato espositore e distributore e solo in un secondo momento è divenuto produttore. Occasionalmente ha anche recitato per registi di primo piano come Bernardo Bertolucci e Raoul Ruiz.
Durante la sua carriera ha vinto numerosi premi tra cui quello di Miglior Produttore europeo assegnato a Strasburgo dal Parlamento europeo, il Premio Raimondo Rezzonico al Festival del film Locarno assegnato per la prima volta al "miglior produttore indipendente".
Ha ricoperto il ruolo di giurato al Festival internazionale del cinema di Berlino nel 1999 e alla Mostra Internazionale d'Arte Cinematografica di Venezia nel 2006.
Paulo Branco è anche il produttore che ha il maggior numero di film selezionati al Festival di Cannes (una trentina) e il più grande numero di film presentati in concorso per la Palma d'oro (17 in più di 25 anni di carriera).
È appassionato di campagna e cavalli ed ha partecipato a diversi campionati del mondo di endurance equestre come pilota, e diventa allenatore della squadra portoghese di resistenza (che, nel 2006, sotto la sua guida, ha vinto la prima medaglia per il Portogallo ai Campionati mondiali di equitazione). Ora è vicepresidente della Federazione Equestre portoghese e il Commissario per Federazione Equestre Internazionale.
Assieme a Chantal Akerman, Gaël Morel, Jean-Pierre Limosin, Zina Modiano, Victoria Abril, Catherine Deneuve, Louis Garrel, Yann Gonzalez, Clotilde Hesme, Chiara Mastroianni, Agathe Berman e Christophe Honoré è stato tra i sottoscrittori della lettera aperta agli spettatori cittadini (Lettre ouverte aux spectateurs citoyens), pubblicata da Libération il 7 aprile 2009, contro la legge numero 669 del 12 giugno 2009, nota come "Loi Création et Internet" istitutiva della HADOPI (Haute Autorité pour la diffusion des oeuvres et la protection des droits sur l'Internet).

### Vita privata
È il padre di Juan Branco.

## Filmografia parziale

### Produttore
- Silvestre, regia di João César Monteiro (1981)
- Francisca, regia di Manoel de Oliveira (1981)
- The Territory, regia di Raoul Ruiz (1981)
- Loin de Manhattan, regia di Jean-Claude Biette (1982)
- Lo stato delle cose (Der Stand der Dinge), regia di Wim Wenders (1982)
- Dans la ville blanche, regia di Alain Tanner (1983)
- La villa dei pirati (La ville des pirates), regia di Raoul Ruiz (1983)
- Les trois couronnes du matelot, regia di Raoul Ruiz (1983)
- Tricheurs, regia di Barbet Schroeder (1984)
- Les amants terribles, regia di Danièle Dubroux e Stavros Kaplanidis (1985)
- Le soulier de satin, regia di Manoel de Oliveira (1985)
- Gardien de la nuit, regia di Jean-Pierre Limosin (1986)
- Una fiamma nel mio cuore (Une flamme dans mon coeur), regia di Alain Tanner (1987)
- I cannibali (Os Canibais), regia di Manoel de Oliveira (1988)
- O Recado das Ilhas, regia di Ruy Duarte de Carvalho (1989)
- No, la folle gloria del comando ('Non', ou A Vã Glória de Mandar), regia di Manoel de Oliveira (1990)
- Fino alla fine del mondo (Bis ans Ende der Welt), regia di Wim Wenders (1991)
- L'absence, regia di Peter Handke (1992)
- Le persone normali non hanno nulla di eccezionale (Les gens normaux n'ont rien d'exceptionnel), regia di Laurence Ferreira Barbosa (1993)
- Casa de Lava, regia di Pedro Costa (1994)
- I misteri del convento (O Convento), regia di Manoel de Oliveira (1995)
- Le coeur fantôme, regia di Philippe Garrel (1996)
- Lontano da Dio e dagli uomini (Few of Us), regia di Sharunas Bartas (1996)
- Tre vite e una sola morte (Trois vies et une seule mort), regia di Raoul Ruiz (1996)
- Genealogia di un crimine (Généalogies d'un crime), regia di Raoul Ruiz (1997)
- Viaggio all'inizio del mondo (Viagem ao Princípio do Mundo), regia di Manoel de Oliveira (1997)
- Alors voilà, regia di Michel Piccoli (1997)
- Requiem, regia di Alain Tanner (1998)
- La noia (L'ennui), regia di Cédric Kahn (1998)
- Lila Lili, regia di Marie Vermillard (1999)
- Una relazione al femminile - La Nouvelle Ève (La Nouvelle Ève), regia di Catherine Corsini (1999)
- Il tempo ritrovato (Le Remps retrouvé, d'après l'oeuvre de Marcel Proust), regia di Raoul Ruiz (1999)
- Lo sposalizio di dio (As Bodas de Deus), regia di João César Monteiro (1999)
- La lettera (La Lettre), regia di Manoel de Oliveira (1999)
- La Fidélité, regia di Andrzej Zulawski (2000)
- La captive, regia di Chantal Akerman (2000)
- Freedom, regia di Sharunas Bartas (2000)
- La plage noire, regia di Michel Piccoli (2001)
- Ritorno a casa (Je rentre à la maison), regia di Manoel de Oliveira (2001)
- Lo stadio di Wimbledon (Le Stade de Wimbledon), regia di Mathieu Amalric (2001)
- Imago, regia di Marie Vermillard (2001)
- Deux, regia di Werner Schroeter (2002)
- È più facile per un cammello... (Il est plus facile pour un chameau...), regia di Valeria Bruni Tedeschi (2003)
- Un film parlato (Um Filme Falado), regia di Manoel de Oliveira (2003)
- Demain on déménage, regia di Chantal Akerman (2004)
- O Milagre segundo Salomé, regia di Mário Barroso (2004)
- Le Dernier Jour, regia di Rodolphe Marconi (2004)
- I tempi che cambiano (Les Temps qui changent), regia di André Téchiné (2004)
- Akoibon, regia di Edouard Baer (2005)
- C'est pas tout à fait la vie dont j'avais rêvé, regia di Michel Piccoli (2005)
- Klimt, regia di Raoul Ruiz (2006)
- Dans Paris, regia di Christophe Honoré (2006)
- Alcuni giorni in settembre (Quelques jours en septembre), regia di Santiago Amigorena (2006)
- Il prestigio della morte (Le Prestige de la mort), regia di Luc Moullet (2006)
- La vita interiore di Martin Frost (The Inner Life of Martin Frost), regia di Paul Auster (2007)
- Très bien, merci, regia di Emmanuelle Cuau (2007)
- Les Chansons d'amour, regia di Christophe Honoré (2007)
- Um Amor de Perdição, regia di Mário Barroso (2008)
- Nuit de chien, regia di Werner Schroeter (2008)
- Quattro notti con Anna (Cztery noce z Anna), regia di Jerzy Skolimowski (2008)
- Cendres et sang, regia di Fanny Ardant (2009)
- Le Mariage à trois, regia di Jacques Doillon (2010)
- I misteri di Lisbona (Mistérios de Lisboa), regia di Raoul Ruiz (2010)
- Cosmopolis, regia di David Cronenberg (2012)
- Linhas de Wellington, regia di Valeria Sarmiento (2012)
- Photo, regia di Carlos Saboga (2012)
- Operação Outono, regia di Bruno de Almeida (2012)
- Mon âme par toi guérie, regia di François Dupeyron (2013)
- Cadences obstinées, regia di Fanny Ardant (2013)
- La camera azzurra (La Chambre bleue), regia di Mathieu Amalric (2014)
- Casanova Variations, regia di Michael Sturminger (2014)
- L'astragale, regia di Brigitte Sy (2015)
- A herdade, regia di Tiago Guedes (2019)

### Attore
- Novecento, regia di Bernardo Bertolucci (1976)
- Point de fuite, regia di Raoul Ruiz (1984) anche produttore
- Mister V., regia di Emilie Deleuze (2003)
- Coisa Ruim, regia di Tiago Guedes e Frederico Serra (2006)